# Mittlere Verweildauer
Die Mittlere Verweildauer (MVD) ist ein Begriff aus der neuen Abrechnungs-Systematik deutscher Krankenhäuser (Diagnosis Related Groups). 
Sie gibt diejenige Verweildauer bzw. Liegezeit an, bei der bei Unterschreitung und gleichzeitiger Verlegung aus einem anderen Krankenhaus und/oder in ein anderes Krankenhaus pro Tag ein Abschlag vom Relativgewicht ermittelt werden muss. Mit dieser Regelung soll berücksichtigt werden, dass bei einer gemeinsamen Behandlung eines Patienten durch zwei oder mehrere Krankenhäuser die einzelnen Erlöse (DRG) gemindert werden müssen.
Die MVD und das verbundene Relativgewicht werden je DRG aus dem jeweils gültigen DRG Katalog (aktuell G-DRG 2006) ermittelt.